# Comuna Rosenholm
Rosenholm (Rosenholm Kommune) a fost o comună din comitatul Århus Amt, Danemarca, care a existat între anii 1970-2006. Comuna avea o suprafață totală de 140,94 km² și o populație de 10.189 de locuitori (în 2003), iar din 2007 teritoriul său face parte din comuna Syddjurs.
1. ↑  Danske borgmestre 1970-2018 (PDF)